# Serie B (Italia) 2023-24
La Serie B 2023-24 (denominada Serie BKT por motivos de patrocinio) fue la nonagésima segunda edición de la segunda máxima competición futbolística de Italia.
Un total de 20 equipos participaron en la competición, incluyendo 13 equipos de la temporada anterior, 3 provenientes de la Serie A 2022-23 y 4 provenientes de la Serie C 2022-23.

## Relevos
Feralpisalò jugará en la Serie B por primera vez en la historia a partir de esta temporada, el equipo número 125 entrando en esta liga de todos contra todos. Después de 50 años de ausencia, Lecco regresa a la Serie B por primera vez desde 1973.
El 1 de julio de 2023, el Co.Vi.So.C. rechazó las solicitudes de Lecco (debido a la presentación tardía de la documentación relacionada con su sede de Padua para la temporada) y Reggina (debido a irregularidades financieras). En apelación, el Consejo Federal readmitió a Lecco, pero confirmó la exclusión de Reggina. El siguiente nivel de apelación, el Collegio di Garanzia del Comité Olímpico Italiano, retuvo la exclusión de Reggina y falló a favor de la demanda de Perugia de anular la decisión de la FIGC de aceptar a Lecco.
El 3 de agosto, el Tribunal Administrativo de Roma volvió a revocar la exclusión de Lecco, readmitiendo al club lombardo en la liga de la Serie B, al tiempo que rechazó la solicitud de readmisión de Reggina. Se espera que esas decisiones sean apeladas en el Consejo de Estado más tarde el 29 de agosto. En caso de que haya vacantes, se espera que Brescia y Perugia (en ese orden) sean readmitidos en la liga.
El 30 de agosto, se rechazó la apelación del Perugia y la Reggina, fallando a favor del Brescia y el Lecco para formar parte de la segunda categoría en esta temporada.
| Pos.  | Ascendidos a Serie A |
| ----- | -------------------- |
| 1.º   | Frosinone            |
| 2.º   | Genoa                |
| Prom. | Cagliari             |

| Pos. | Descendidos a Serie C   |
| ---- | ----------------------- |
| 18.º | Perugia                 |
| 19.º | S.P.A.L.                |
| 20.º | Benevento               |
| 7.º  | Reggina (descalificado) |

| Pos.       | Ascendidos de Serie C |
| ---------- | --------------------- |
| 1.º (G. A) | Feralpisalò           |
| 1.º (G. B) | Reggiana              |
| 1.º (G. C) | Catanzaro             |
| Prom.      | Lecco                 |

| Pos. | Descendidos de Serie A |
| ---- | ---------------------- |
| 17.º | Spezia                 |
| 19.º | Cremonese              |
| 20.º | Sampdoria              |

## Información
| Equipo      | Ciudad        | Entrenador         | Capitán            | Estadio                                   | Capacidad | Proveedor   | Patrocinador (Pecho)              | Patrocinador (Manga)       |
| ----------- | ------------- | ------------------ | ------------------ | ----------------------------------------- | --------- | ----------- | --------------------------------- | -------------------------- |
| Ascoli      | Ascoli Piceno | Fabrizio Castori   | Eric Botteghin     | Estadio Cino e Lillo Del Duca             | 11 326    | Nike        | Fainplast                         | Bricofer                   |
| Bari        | Bari          | Pasquale Marino    | Valerio Di Cesare  | Estadio San Nicola                        | 58 270    | Kappa       | Molino Casillo                    | MV Line                    |
| Brescia     | Brescia       | Rolando Maran      | Dimitri Bisoli     | Estadio Mario Rigamonti                   | 19 500    | Kappa       | TBC                               | TBC                        |
| Catanzaro   | Catanzaro     | Vincenzo Vivarini  | Pietro Iemmello    | Stadio Nicola Ceravolo                    | 14 650    | EYE Sport   | Coop                              | Wüber                      |
| Cittadella  | Cittadella    | Edoardo Gorini     | Simone Branca      | Stadio Pier Cesare Tombolato              | 7 623     | Erreà       | Sirmax                            | Stylplex                   |
| Como        | Como          | Cesc Fàbregas      | Alessandro Bellemo | Estadio Giuseppe Sinigaglia               | 13 602    | Erreà       | Mola                              | Acqua S.Bernardo           |
| Cosenza     | Cosenza       | Fabio Caserta      | Alessandro Micai   | Stadio San Vito-Gigi Marulla              | 20 987    | Nike        | Salumi di Calabria                | Gruppo Malizia             |
| Cremonese   | Cremona       | Giovanni Stroppa   | Daniel Ciofani     | Estadio Giovanni Zini                     | 15 191    | Acerbis     | Ilta Inox                         | Gruppo Mauro Saviola       |
| Feralpisalò | Saló y Lonato | Marco Zaffaroni    | Davide Balestrero  | Stadio Leonardo Garilli                   | 21 668    | Wearleouin  | Automazioni Industriali Capitanio | Feralpi Siderurgica        |
| Lecco       | Lecco         | Emiliano Bonazzoli | Luca Giudici       | Estadio Euganeo                           | 4 997     | Legea       | Cantine Pirovano                  | Casa Coller                |
| Modena      | Módena        | Paolo Bianco       | Antonio Pergreffi  | Estadio Alberto Braglia                   | 21 151    | New Balance | Kerakoll                          | SAU                        |
| Palermo     | Palermo       | Eugenio Corini     | Matteo Brunori     | Estadio Renzo Barbera                     | 36 365    | Puma        | Decò                              | A29 Energy Service Company |
| Parma       | Parma         | Fabio Pecchia      | Enrico Del Prato   | Estadio Ennio Tardini                     | 22 352    | Puma        | Prometeon                         | ITCompany                  |
| Pisa        | Pisa          | Alberto Aquilani   | Marius Marin       | Arena Garibaldi – Stadio Romeo Anconetani | 14 000    | Adidas      | Cetilar                           | Hi-turf Solution           |
| Reggiana    | Reggio Emilia | Alessandro Nesta   | Paolo Rozzio       | MAPEI Stadium - Città del Tricolore       | 21 525    | Macron      | Immergas                          | FIAT Autostile             |
| Sampdoria   | Génova        | Andrea Pirlo       | Nicola Murru       | Estadio Luigi Ferraris                    | 33 205    | Macron      | Banca Ifis                        | IBSA Group                 |
| Spezia      | La Spezia     | Luca D'Angelo      | Dimitris Nikolaou  | Estadio Alberto Picco                     | 11 968    | Acerbis     | Distretti Ecologici               | Recrowd                    |
| Südtirol    | Bolzano       | Federico Valente   | Fabian Tait        | Estadio Druso                             | 5 539     | Mizuno      | South Tyrol                       | TopHaus                    |
| Ternana     | Terni         | Roberto Breda      | Frederik Sørensen  | Stadio Libero Liberati                    | 22 000    | Macron      | UNICUSANO                         | Caffè Ternano Cuore Umbro  |
| Venezia     | Venecia       | Paolo Vanoli       | Marco Modolo       | Estadio Pier Luigi Penzo                  | 11 150    | Kappa       |                                   |                            |

1. ↑  Feralpisalò se mudó temporalmente al Stadio Leonardo Garilli (estadio local de Piacenza) después de que el Stadio Lino Turina en Saló no cumpliera con los requisitos de la Serie B
2. ↑  Lecco se mudó temporalmente al Estadio Euganeo (estadio local de Padova) después de que el Stadio Rigamonti-Ceppi en Lecco no cumpliera con los requisitos de la Serie B

### Cambios de entrenadores
| Equipo      | Entrenador (Jornadas)      | Fecha de vacante         | Tipo de salida        | Posición en la tabla | Entrenador entrante | Fecha de nombramiento    |
| ----------- | -------------------------- | ------------------------ | --------------------- | -------------------- | ------------------- | ------------------------ |
| Modena      | Attilio Tesser             | 23 de mayo de 2023       | Despedido             | Pretemporada         | Paolo Bianco        | 14 de junio de 2023      |
| Pisa        | Luca D'Angelo              | 2 de junio de 2023       | Despedido             | Pretemporada         | Alberto Aquilani    | 29 de junio de 2023      |
| Ascoli      | Roberto Breda              | 19 de junio de 2023      | Fin de contrato       | Pretemporada         | William Viali       | 19 de junio de 2023      |
| Cosenza     | William Viali              | 19 de junio de 2023      | Contratado por Ascoli | Pretemporada         | Fabio Caserta       | 27 de junio de 2023      |
| Ternana     | Cristiano Lucarelli        | 21 de junio de 2023      | Despedido             | Pretemporada         | Aurelio Andreazzoli | 1 de julio de 2023       |
| Reggiana    | Aimo Diana                 | 30 de junio de 2023      | Fin de contrato       | Pretemporada         | Alessandro Nesta    | 10 de junio de 2023      |
| Sampdoria   | Dejan Stanković            | 30 de junio de 2023      | Fin de contrato       | Pretemporada         | Andrea Pirlo        | 27 de junio de 2023      |
| Spezia      | Leonardo Semplici          | 30 de junio de 2023      | Fin de contrato       | Pretemporada         | Massimiliano Alvini | 6 de julio de 2023       |
| Ternana     | Aurelio Andreazzoli        | 11 de julio de 2023      | Consentimiento Mutuo  | Pretemporada         | Cristiano Lucarelli | 14 de julio de 2023      |
| Cremonese   | Davide Ballardini (1–5)    | 18 de septiembre de 2023 | Despedido             | 9.º                  | Giovanni Stroppa    | 19 de septiembre de 2023 |
| Bari        | Michele Mignani (1–9)      | 9 de octubre de 2023     | Despedido             | 12.º                 | Pasquale Marino     | 10 de octubre de 2023    |
| Lecco       | Luciano Foschi (1–9)       | 9 de octubre de 2023     | Despedido             | 20.º                 | Emiliano Bonazzoli  | 12 de octubre de 2023    |
| Feralpisalò | Stefano Vecchi (1–10)      | 23 de octubre de 2023    | Despedido             | 19.º                 | Marco Zaffaroni     | 23 de octubre de 2023    |
| Ternana     | Cristiano Lucarelli (1–12) | 6 de noviembre de 2023   | Despedido             | 19.º                 | Roberto Breda       | 6 de noviembre de 2023   |
| Brescia     | Daniele Gastaldello (1–12) | 10 de noviembre de 2023  | Despedido             | 13.º                 | Luca Belingheri INT | 10 de noviembre de 2023  |
| Ascoli      | William Viali (1–13)       | 13 de noviembre de 2023  | Despedido             | 16.º                 | Fabrizio Castori    | 13 de noviembre de 2023  |
| Como        | Moreno Longo (1–13)        | 13 de noviembre de 2023  | Despedido             | 7.º                  | Cesc Fàbregas INT   | 13 de noviembre de 2023  |
| Brescia     | Luca Belingheri INT (13)   | 14 de noviembre de 2023  | Fin de interinidad    | 15.º                 | Rolando Maran       | 14 de noviembre de 2023  |
| Spezia      | Massimiliano Alvini (1–13) | 15 de noviembre de 2023  | Despedido             | 18.º                 | Luca D'Angelo       | 15 de noviembre de 2023  |

## Localización
| Lombardía            | 5 | Brescia, Como, Cremonese, Feralpisalò y Lecco | Ascoli Bari Brescia Catanzaro Cittadella Como Cosenza Cremonese Feralpisalò Lecco Modena Palermo Parma Pisa Reggiana Sampdoria Spezia Südtirol Ternana Venezia |
| Emilia-Romaña        | 3 | Modena, Parma y Reggiana                      | Ascoli Bari Brescia Catanzaro Cittadella Como Cosenza Cremonese Feralpisalò Lecco Modena Palermo Parma Pisa Reggiana Sampdoria Spezia Südtirol Ternana Venezia |
| Calabria             | 2 | Catanzaro y Cosenza                           | Ascoli Bari Brescia Catanzaro Cittadella Como Cosenza Cremonese Feralpisalò Lecco Modena Palermo Parma Pisa Reggiana Sampdoria Spezia Südtirol Ternana Venezia |
| Liguria              | 2 | Sampdoria y Spezia                            | Ascoli Bari Brescia Catanzaro Cittadella Como Cosenza Cremonese Feralpisalò Lecco Modena Palermo Parma Pisa Reggiana Sampdoria Spezia Südtirol Ternana Venezia |
| Véneto               | 2 | Cittadella y Venezia                          | Ascoli Bari Brescia Catanzaro Cittadella Como Cosenza Cremonese Feralpisalò Lecco Modena Palermo Parma Pisa Reggiana Sampdoria Spezia Südtirol Ternana Venezia |
| Apulia               | 1 | Bari                                          | Ascoli Bari Brescia Catanzaro Cittadella Como Cosenza Cremonese Feralpisalò Lecco Modena Palermo Parma Pisa Reggiana Sampdoria Spezia Südtirol Ternana Venezia |
| Marcas               | 1 | Ascoli                                        | Ascoli Bari Brescia Catanzaro Cittadella Como Cosenza Cremonese Feralpisalò Lecco Modena Palermo Parma Pisa Reggiana Sampdoria Spezia Südtirol Ternana Venezia |
| Sicilia              | 1 | Palermo                                       | Ascoli Bari Brescia Catanzaro Cittadella Como Cosenza Cremonese Feralpisalò Lecco Modena Palermo Parma Pisa Reggiana Sampdoria Spezia Südtirol Ternana Venezia |
| Toscana              | 1 | Pisa                                          | Ascoli Bari Brescia Catanzaro Cittadella Como Cosenza Cremonese Feralpisalò Lecco Modena Palermo Parma Pisa Reggiana Sampdoria Spezia Südtirol Ternana Venezia |
| Trentino-Alto Adigio | 1 | Südtirol                                      | Ascoli Bari Brescia Catanzaro Cittadella Como Cosenza Cremonese Feralpisalò Lecco Modena Palermo Parma Pisa Reggiana Sampdoria Spezia Südtirol Ternana Venezia |
| Umbría               | 1 | Ternana                                       | Ascoli Bari Brescia Catanzaro Cittadella Como Cosenza Cremonese Feralpisalò Lecco Modena Palermo Parma Pisa Reggiana Sampdoria Spezia Südtirol Ternana Venezia |

## Desarrollo

### Clasificación
| Pos. | Equipo          | Pts. | PJ | G  | E  | P  | GF | GC | Dif. | Clasificación 2024-25                  |
| ---- | --------------- | ---- | -- | -- | -- | -- | -- | -- | ---- | -------------------------------------- |
| 1    | Parma (A, C)    | 76   | 38 | 21 | 13 | 4  | 66 | 35 | +31  | Ascenso a la Serie A                   |
| 2    | Como (A)        | 73   | 38 | 21 | 10 | 7  | 58 | 40 | +18  | Ascenso a la Serie A                   |
| 3    | Venezia (A)     | 70   | 38 | 21 | 7  | 10 | 69 | 46 | +23  | Play-offs (semifinal) para la Serie A  |
| 4    | Cremonese       | 67   | 38 | 19 | 10 | 9  | 50 | 32 | +18  | Play-offs (semifinal) para la Serie A  |
| 5    | Catanzaro       | 60   | 38 | 17 | 9  | 12 | 59 | 50 | +9   | Play-offs (preliminar) para la Serie A |
| 6    | Palermo         | 56   | 38 | 15 | 11 | 12 | 62 | 53 | +9   | Play-offs (preliminar) para la Serie A |
| 7    | Sampdoria       | 55   | 38 | 16 | 9  | 13 | 53 | 50 | +3   | Play-offs (preliminar) para la Serie A |
| 8    | Brescia         | 51   | 38 | 12 | 15 | 11 | 44 | 40 | +4   | Play-offs (preliminar) para la Serie A |
| 9    | Cosenza         | 47   | 38 | 11 | 14 | 13 | 47 | 42 | +5   |                                        |
| 10   | Modena          | 47   | 38 | 10 | 17 | 11 | 41 | 47 | −6   |                                        |
| 11   | Reggiana        | 47   | 38 | 10 | 17 | 11 | 38 | 45 | −7   |                                        |
| 12   | Südtirol        | 47   | 38 | 12 | 11 | 15 | 46 | 48 | −2   |                                        |
| 13   | Pisa            | 46   | 38 | 11 | 13 | 14 | 51 | 54 | −3   |                                        |
| 14   | Cittadella      | 46   | 38 | 11 | 13 | 14 | 40 | 47 | −7   |                                        |
| 15   | Spezia          | 44   | 38 | 9  | 17 | 12 | 36 | 49 | −13  |                                        |
| 16   | Ternana (D)     | 43   | 38 | 11 | 10 | 17 | 43 | 50 | −7   | Play-offs para la Serie C              |
| 17   | Bari            | 41   | 38 | 8  | 17 | 13 | 38 | 49 | −11  | Play-offs para la Serie C              |
| 18   | Ascoli (D)      | 41   | 38 | 9  | 14 | 15 | 38 | 42 | −4   | Descenso a la Serie C                  |
| 19   | Feralpisalò (D) | 33   | 38 | 8  | 9  | 21 | 44 | 65 | −21  | Descenso a la Serie C                  |
| 20   | Lecco (D)       | 26   | 38 | 6  | 8  | 24 | 35 | 74 | −39  | Descenso a la Serie C                  |

Actualizado a los partidos jugados el 10 de mayo de 2024.
 Fuente: Serie B
Criterios de clasificación: Puntos · Enfrentamientos directos · Diferencia de goles en enfrentamientos directos · Diferencia de goles · Goles a favor
Notas:
1. 1 2  Si el equipo en tercer lugar termina 15 o más puntos por delante del equipo en cuarto lugar, no se juegan los play-offs de ascenso y el equipo en tercer lugar asciende a la Serie A.
2. ↑  Sampdoria fue sancionado con la quita de 2 puntos por decisiones federativas.[51]
3. ↑  Si el equipo clasificado en el puesto 16 termina 5 o más puntos por delante del equipo clasificado en el puesto 17, entonces no se juega la eliminatoria de descenso y el equipo clasificado en el puesto 17 es relegado a la Serie C.

### Evolución de la clasificación
| Equipo      | 01  | 02   | 03    | 04    | 05    | 06    | 07    | 08    | 09    | 10   | 11   | 12  | 13  | 14 | 15 | 16 | 17 | 18 | 19 | 20 | 21 | 22 | 23 | 24 | 25 | 26 | 27 | 28 | 29 | 30 | 31 | 32 | 33 | 34 | 35 | 36 | 37 | 38 |
| Equipo      |     |      |       |       |       |       |       |       |       |      |      |     |     |    |    |    |    |    |    |    |    |    |    |    |    |    |    |    |    |    |    |    |    |    |    |    |    |    |
| ----------- | --- | ---- | ----- | ----- | ----- | ----- | ----- | ----- | ----- | ---- | ---- | --- | --- | -- | -- | -- | -- | -- | -- | -- | -- | -- | -- | -- | -- | -- | -- | -- | -- | -- | -- | -- | -- | -- | -- | -- | -- | -- |
| Parma       | 3   | 1    | 1     | 2     | 1     | 1     | 1     | 1     | 1     | 1    | 1    | 1   | 1   | 1  | 1  | 1  | 1  | 1  | 1  | 1  | 1  | 1  | 1  | 1  | 1  | 1  | 1  | 1  | 1  | 1  | 1  | 1  | 1  | 1  | 1  | 1  | 1  | 1  |
| Como        | 20  | 15   | 16*   | 11*   | 8*    | 6*    | 3*    | 5*    | 6*    | 6*   | 6*   | 7*  | 6*  | 4  | 3  | 3  | 3  | 4  | 3  | 3  | 2  | 4  | 3  | 3  | 5  | 5  | 4  | 3  | 4  | 4  | 2  | 2  | 2  | 2  | 2  | 2  | 2  | 2  |
| Venezia     | 1   | 2    | 2     | 4     | 2     | 2     | 5     | 3     | 3     | 4    | 2    | 2   | 2   | 2  | 2  | 2  | 2  | 2  | 2  | 2  | 4  | 3  | 4  | 4  | 4  | 2  | 2  | 4  | 3  | 2  | 3  | 4  | 3  | 3  | 3  | 3  | 3  | 3  |
| Cremonese   | 9   | 14   | 9     | 8     | 11    | 13    | 8     | 10    | 7     | 10   | 8    | 6   | 4   | 3  | 5  | 5  | 5  | 3  | 5  | 5  | 3  | 2  | 2  | 2  | 2  | 3  | 3  | 2  | 2  | 3  | 4  | 3  | 4  | 4  | 4  | 4  | 4  | 4  |
| Catanzaro   | 10  | 5    | 3     | 1     | 5     | 4     | 6     | 4     | 4     | 2    | 3    | 5   | 7   | 6  | 4  | 4  | 4  | 6  | 7  | 6  | 7  | 7  | 7  | 6  | 6  | 6  | 6  | 5  | 6  | 6  | 5  | 5  | 5  | 5  | 5  | 5  | 5  | 5  |
| Palermo     | 11  | 11*  | 8*    | 5*    | 3*    | 5*    | 2*    | 2*    | 2*    | 3*   | 4*   | 3   | 3   | 5  | 8  | 8  | 7  | 7  | 6  | 7  | 6  | 5  | 5  | 5  | 3  | 4  | 5  | 6  | 5  | 5  | 6  | 6  | 6  | 6  | 6  | 6  | 6  | 6  |
| Sampdoria   | 5   | 13   | 13    | 16    | 16    | 16    | 17    | 19    | 19    | 17   | 17   | 16  | 14  | 13 | 14 | 11 | 9  | 10 | 10 | 13 | 15 | 14 | 14 | 15 | 15 | 14 | 15 | 12 | 9  | 7  | 7  | 8  | 8  | 8  | 8  | 7  | 7  | 7  |
| Brescia     | 12* | 16** | 17*** | 12*** | 10*** | 11*** | 10*** | 11*** | 10*** | 8**  | 12** | 13* | 15* | 15 | 12 | 10 | 10 | 9  | 9  | 8  | 8  | 9  | 8  | 9  | 9  | 9  | 9  | 7  | 7  | 8  | 8  | 7  | 7  | 7  | 7  | 8  | 8  | 8  |
| Cosenza     | 2   | 3    | 7     | 10    | 12    | 8     | 11    | 8     | 5     | 7    | 9    | 10  | 8   | 9  | 9  | 12 | 12 | 12 | 14 | 15 | 14 | 11 | 11 | 13 | 11 | 11 | 10 | 14 | 14 | 14 | 15 | 14 | 14 | 14 | 14 | 11 | 10 | 9  |
| Modena      | 14* | 8*   | 4*    | 3*    | 4*    | 3*    | 4*    | 6*    | 9*    | 5    | 5    | 4   | 5   | 7  | 6  | 7  | 8  | 8  | 8  | 9  | 9  | 8  | 9  | 8  | 8  | 8  | 7  | 8  | 12 | 13 | 13 | 13 | 13 | 12 | 12 | 14 | 14 | 10 |
| Reggiana    | 17  | 12   | 15    | 15    | 14    | 14    | 15    | 15    | 15    | 15   | 11   | 12  | 13  | 14 | 15 | 15 | 16 | 14 | 12 | 11 | 12 | 10 | 10 | 11 | 13 | 13 | 13 | 15 | 11 | 12 | 10 | 11 | 12 | 13 | 13 | 10 | 13 | 11 |
| Südtirol    | 7   | 4    | 6*    | 6*    | 6*    | 7*    | 7*    | 9*    | 11*   | 9*   | 7*   | 9*  | 12* | 11 | 13 | 14 | 13 | 15 | 15 | 12 | 13 | 15 | 12 | 14 | 14 | 12 | 12 | 10 | 13 | 9  | 12 | 12 | 11 | 11 | 11 | 9  | 9  | 12 |
| Pisa        | 15* | 7*   | 11*   | 13*   | 13*   | 12*   | 12*   | 13*   | 13*   | 13   | 15   | 14  | 11  | 12 | 11 | 13 | 14 | 13 | 13 | 14 | 11 | 13 | 13 | 10 | 12 | 15 | 14 | 11 | 8  | 11 | 9  | 10 | 9  | 9  | 9  | 12 | 12 | 13 |
| Cittadella  | 4   | 9    | 10    | 9     | 7     | 10    | 9     | 7     | 8     | 11   | 13   | 11  | 9   | 8  | 7  | 6  | 6  | 5  | 4  | 4  | 5  | 6  | 6  | 7  | 7  | 7  | 8  | 9  | 10 | 10 | 11 | 9  | 10 | 10 | 10 | 13 | 11 | 14 |
| Spezia      | 6   | 10*  | 14*   | 17*   | 17*   | 19*   | 18*   | 17*   | 16*   | 16*  | 16*  | 18  | 18  | 18 | 19 | 18 | 18 | 19 | 19 | 19 | 20 | 19 | 19 | 18 | 17 | 18 | 18 | 18 | 16 | 18 | 16 | 16 | 17 | 17 | 17 | 15 | 15 | 15 |
| Ternana     | 16  | 18   | 19    | 18    | 18    | 17    | 19    | 16    | 17    | 18   | 19   | 19  | 19  | 19 | 18 | 17 | 15 | 16 | 17 | 17 | 16 | 17 | 17 | 16 | 16 | 16 | 16 | 16 | 17 | 16 | 17 | 17 | 15 | 15 | 16 | 17 | 16 | 16 |
| Bari        | 8   | 6    | 5     | 7     | 9     | 9     | 13    | 12    | 12    | 14   | 10   | 8   | 10  | 10 | 10 | 9  | 11 | 11 | 11 | 10 | 10 | 12 | 15 | 12 | 10 | 10 | 11 | 13 | 15 | 15 | 14 | 15 | 16 | 16 | 18 | 18 | 17 | 17 |
| Ascoli      | 19  | 19   | 12    | 14    | 15    | 15    | 14    | 14    | 14    | 12   | 14   | 15  | 16  | 16 | 17 | 19 | 17 | 18 | 18 | 18 | 18 | 16 | 16 | 17 | 18 | 17 | 17 | 17 | 18 | 17 | 18 | 18 | 18 | 18 | 15 | 16 | 18 | 18 |
| Feralpisalò | 18  | 20   | 20    | 20    | 19    | 20    | 16    | 18    | 18    | 19   | 20   | 20  | 20  | 20 | 20 | 20 | 20 | 20 | 20 | 20 | 19 | 18 | 18 | 19 | 19 | 19 | 19 | 19 | 19 | 19 | 19 | 19 | 19 | 19 | 19 | 19 | 19 | 19 |
| Lecco       | 13* | 17** | 18*** | 19*** | 20*** | 18*** | 20*** | 20*** | 20*** | 20** | 18** | 17* | 17* | 17 | 16 | 16 | 19 | 17 | 16 | 16 | 17 | 20 | 20 | 20 | 20 | 20 | 20 | 20 | 20 | 20 | 20 | 20 | 20 | 20 | 20 | 20 | 20 | 20 |

(*) Indica la posición del equipo con un partido pendiente
(**) Indica la posición del equipo con dos partidos pendientes
(***) Indica la posición del equipo con tres partidos pendientes

## Resultados

### Primera vuelta
| Bari       | 0 – 0 | Palermo     | San Nicola                 | 18 de agosto  | 20:30 | 22 811 |
| Cosenza    | 3 – 0 | Ascoli      | San Vito-Gigi Marulla      | 19 de agosto  | 20:30 | 8 915  |
| Cremonese  | 0 – 0 | Catanzaro   | Giovanni Zinni             | 19 de agosto  | 20:30 | 8 629  |
| Ternana    | 1 – 2 | Sampdoria   | Libero Liberati            | 19 de agosto  | 20:30 | 7 302  |
| Südtirol   | 3 – 3 | Spezia      | Druso                      | 20 de agosto  | 18:00 | 3 714  |
| Cittadella | 1 – 0 | Reggiana    | Pier Cesare Tombolato      | 20 de agosto  | 20:30 | 4 296  |
| Parma      | 2 – 0 | Feralpisalò | Ennio Tardini              | 20 de agosto  | 20:30 | 10 648 |
| Venezia    | 3 – 0 | Como        | Pier Luigi Penzo           | 20 de agosto  | 20:30 | 4 894  |
| Brescia    | 0 – 1 | Modena      | Mario Rigamonti            | 24 de octubre | 18:30 | 19 500 |
| Pisa       | 1 – 2 | Lecco       | Arena Garibaldi-Anconetani | 24 de octubre | 18:30 | 6 256  |

| Sampdoria   | 0 – 2 | Pisa       | Luigi Ferraris      | 25 de agosto   | 20:30 | 20 520 |
| Venezia     | 1 – 1 | Cosenza    | Pier Luigi Penzo    | 26 de agosto   | 18:00 | 4 962  |
| Como        | 2 – 2 | Reggiana   | Giuseppe Sinigaglia | 26 de agosto   | 20:30 | 5 151  |
| Cremonese   | 0 – 1 | Bari       | Giovanni Zini       | 26 de agosto   | 20:30 | 8 988  |
| Feralpisalò | 0 – 2 | Südtirol   | Leonardo Garilli    | 26 de agosto   | 20:30 | 557    |
| Modena      | 1 – 0 | Ascoli     | Alberto Braglia     | 26 de agosto   | 20:30 | 8 587  |
| Parma       | 2 – 0 | Cittadella | Ennio Tardini       | 26 de agosto   | 20:30 | 10 046 |
| Catanzaro   | 2 – 1 | Ternana    | Nicola Ceravolo     | 27 de agosto   | 20:30 | 1 500  |
| Lecco       | 0 – 0 | Spezia     | Euganeo             | 8 de noviembre | 18:30 | 4 029  |
| Palermo     | 1 – 0 | Brescia    | Renzo Barbera       | 8 de noviembre | 18:30 | 16 914 |

| Ascoli    | 3 – 0 | Feralpisalò | Cino e Lillo del Duca      | 29 de agosto    | 20:30 | 6 486  |
| Cosenza   | 1 – 2 | Modena      | San Vito-Gigi Marulla      | 29 de agosto    | 20:30 | 6 839  |
| Pisa      | 1 – 2 | Parma       | Arena Garibaldi-Anconetani | 29 de agosto    | 20:30 | 8 192  |
| Reggiana  | 1 – 3 | Palermo     | Mapei-Città del Tricolor   | 29 de agosto    | 20:30 | 10 374 |
| Bari      | 1 – 1 | Cittadella  | San Nicolás                | 30 de agosto    | 20:30 | 22 440 |
| Catanzaro | 3 – 0 | Spezia      | Nicolás Ceravolo           | 30 de agosto    | 20:30 | 12 196 |
| Sampdoria | 1 – 2 | Venezia     | Luigi Ferraris             | 30 de agosto    | 20:30 | 21 438 |
| Ternana   | 0 – 1 | Cremonese   | Libero Liberati            | 30 de agosto    | 20:30 | 4 257  |
| Como      | 0 – 0 | Lecco       | Giuseppe Sinigaglia        | 28 de noviembre | 18:30 | 5 847  |
| Südtirol  | 1 – 1 | Brescia     | Druso                      | 28 de noviembre | 18:30 | 2 789  |

| Modena     | 2 – 0 | Pisa        | Alberto Braglia       | 2 de septiembre | 18:30 | 10 157 |
| Palermo    | 3 – 0 | Feralpisalò | Renzo Barbera         | 2 de septiembre | 18:30 | 22 667 |
| Parma      | 0 – 0 | Reggiana    | Ennio Tardini         | 2 de septiembre | 18:30 | 16 307 |
| Südtirol   | 3 – 1 | Ascoli      | Druso                 | 2 de septiembre | 18:30 | 2 950  |
| Brescia    | 1 – 0 | Cosenza     | Mario Rigamonti       | 3 de septiembre | 16:15 | 19 500 |
| Cremonese  | 1 – 1 | Sampdoria   | Giovanni Zini         | 3 de septiembre | 18:30 | 9 253  |
| Lecco      | 3 – 4 | Catanzaro   | Euganeo               | 3 de septiembre | 18:30 | 1 909  |
| Spezia     | 0 – 1 | Como        | Alberto Picco         | 3 de septiembre | 18:30 | 563    |
| Ternana    | 0 – 0 | Bari        | Libero Liberati       | 3 de septiembre | 18:30 | 5 000  |
| Cittadella | 0 – 0 | Venezia     | Pier Cesare Tombolato | 3 de septiembre | 20:45 | 5 283  |

| Venezia     | 1 – 0 | Spezia     | Pier Luigi Penzo           | 15 de septiembre | 20:30 | 5 334  |
| Ascoli      | 0 – 1 | Palermo    | Cino e Lillo del Duca      | 16 de septiembre | 14:00 | 6 806  |
| Cosenza     | 2 – 2 | Südtirol   | San Vito-Gigi Marulla      | 16 de septiembre | 14:00 | 5 694  |
| Feralpisalò | 1 – 1 | Modena     | Leonardo Garilli           | 16 de septiembre | 14:00 | 1 496  |
| Lecco       | 0 – 2 | Brescia    | Euganeo                    | 16 de septiembre | 14:00 | 3 587  |
| Pisa        | 1 – 1 | Bari       | Arena Garibaldi–Anconetani | 16 de septiembre | 14:00 | 7 663  |
| Reggiana    | 2 – 2 | Cremonese  | Mapei-Città del Tricolor   | 16 de septiembre | 16:15 | 9 189  |
| Catanzaro   | 0 – 5 | Parma      | Nicolás Ceravolo           | 17 de septiembre | 16:15 | 14 650 |
| Como        | 2 – 1 | Ternana    | Giuseppe Sinigaglia        | 17 de septiembre | 16:15 | 5 114  |
| Sampdoria   | 1 – 2 | Cittadella | Luigi Ferraris             | 18 de septiembre | 20:30 | 20 357 |

| Palermo     | 0 – 1 | Cosenza   | Renzo Barbera         | 22 de septiembre | 20:30 | 26 007 |
| Brescia     | 0 – 0 | Venezia   | Mario Rigamonti       | 23 de septiembre | 14:00 | 19 500 |
| Cremonese   | 2 – 2 | Ascoli    | Giovanni Zini         | 23 de septiembre | 14:00 | 7 578  |
| Feralpisalò | 0 – 1 | Pisa      | Leonardo Garilli      | 23 de septiembre | 14:00 | 1 300  |
| Modena      | 0 – 0 | Lecco     | Alberto Braglia       | 23 de septiembre | 14:00 | 8 514  |
| Ternana     | 1 – 1 | Südtirol  | Libero Liberati       | 23 de septiembre | 14:00 | 3 909  |
| Spezia      | 1 – 2 | Reggiana  | Alberto Picco         | 23 de septiembre | 16:15 | 1 736  |
| Bari        | 2 – 2 | Catanzaro | San Nicolás           | 24 de septiembre | 16:15 | 20 473 |
| Cittadella  | 0 – 3 | Como      | Pier Cesare Tombolato | 24 de septiembre | 16:15 | 3 636  |
| Parma       | 1 – 1 | Sampdoria | Ennio Tardini         | 24 de septiembre | 16:15 | 18 340 |

| Cosenza   | 1 – 2 | Cremonese   | San Vito-Gigi Marulla    | 26 de septiembre | 18:15 | 4 931  |
| Lecco     | 1 – 2 | Feralpisalò | Euganeo                  | 26 de septiembre | 18:15 | 3 602  |
| Ascoli    | 2 – 0 | Ternana     | Cino e Lillo del Duca    | 26 de septiembre | 20:30 | 7 198  |
| Reggiana  | 0 – 0 | Pisa        | Mapei-Città del Tricolor | 26 de septiembre | 20:30 | 9 568  |
| Spezia    | 0 – 0 | Brescia     | Alberto Picco            | 26 de septiembre | 20:30 | 994    |
| Südtirol  | 0 – 0 | Modena      | Druso                    | 26 de septiembre | 20:30 | 3 574  |
| Venezia   | 1 – 3 | Palermo     | Pier Luigi Penzo         | 26 de septiembre | 20:30 | 6 748  |
| Catanzaro | 1 – 1 | Cittadella  | Nicolás Ceravolo         | 27 de septiembre | 20:30 | 9 407  |
| Como      | 1 – 0 | Sampdoria   | Giuseppe Sinigaglia      | 27 de septiembre | 20:30 | 5 839  |
| Parma     | 2 – 1 | Bari        | Ennio Tardini            | 27 de septiembre | 20:30 | 11 781 |

| Brescia     | 1 – 1 | Ascoli    | Mario Rigamonti            | 30 de septiembre | 14:00 | 4 971  |
| Feralpisalò | 1 – 2 | Spezia    | Leonardo Garilli           | 30 de septiembre | 14:00 | 1 381  |
| Modena      | 1 – 3 | Venezia   | Alberto Braglia            | 30 de septiembre | 14:00 | 9 151  |
| Pisa        | 1 – 2 | Cosenza   | Arena Garibaldi-Anconetani | 30 de septiembre | 14:00 | 7 099  |
| Ternana     | 3 – 0 | Reggiana  | Libero Liberati            | 30 de septiembre | 16:15 | 4 720  |
| Bari        | 1 – 1 | Como      | San Nicolás                | 1 de octubre     | 16:15 | 16 337 |
| Cittadella  | 2 – 1 | Lecco     | Pier Cesare Tombolato      | 1 de octubre     | 16:15 | 3 014  |
| Palermo     | 2 – 1 | Südtirol  | Renzo Barbera              | 1 de octubre     | 16:15 | 24 402 |
| Sampdoria   | 1 – 2 | Catanzaro | Luigi Ferraris             | 1 de octubre     | 16:15 | 24 584 |
| Cremonese   | 1 – 2 | Parma     | Giovanni Zini              | 1 de octubre     | 18:30 | 10 388 |

| Brescia    | 1 – 1 | Feralpisalò | Mario Rigamonti          | 6 de octubre | 20:30 | 12 042 |
| Cosenza    | 3 – 0 | Lecco       | San Vito-Gigi Marulla    | 7 de octubre | 14:00 | 6 212  |
| Modena     | 0 – 2 | Palermo     | Alberto Braglia          | 7 de octubre | 14:00 | 12 840 |
| Reggiana   | 1 – 1 | Bari        | Mapei-Città del Tricolor | 7 de octubre | 14:00 | 10 081 |
| Südtirol   | 0 – 1 | Catanzaro   | Druso                    | 7 de octubre | 14:00 | 4 409  |
| Ascoli     | 1 – 1 | Sampdoria   | Cino e Lillo del Duca    | 7 de octubre | 16:15 | 7 517  |
| Cittadella | 2 – 2 | Ternana     | Pier Cesare Tombolato    | 7 de octubre | 16:15 | 2 831  |
| Venezia    | 3 – 2 | Parma       | Pier Luigi Penzo         | 7 de octubre | 16:15 | 9 360  |
| Como       | 1 – 3 | Cremonese   | Giuseppe Sinigaglia      | 8 de octubre | 16:15 | 5 786  |
| Spezia     | 0 – 0 | Pisa        | Alberto Picco            | 8 de octubre | 16:15 | 1 254  |

| Parma     | 2 – 1 | Como        | Ennio Tardini              | 20 de octubre | 20:30 | 11 508 |
| Bari      | 1 – 1 | Modena      | San Nicolás                | 21 de octubre | 14:00 | 15 176 |
| Cremonese | 0 – 1 | Südtirol    | Giovanni Zini              | 21 de octubre | 14:00 | 7 663  |
| Lecco     | 0 – 2 | Ascoli      | Euganeo                    | 21 de octubre | 14:00 | 3 298  |
| Pisa      | 2 – 1 | Cittadella  | Arena Garibaldi–Anconetani | 21 de octubre | 14:00 | 6 252  |
| Ternana   | 0 – 1 | Brescia     | Libero Liberati            | 21 de octubre | 14:00 | 4 575  |
| Catanzaro | 3 – 0 | Feralpisalò | Nicolás Ceravolo           | 21 de octubre | 16:15 | 9 488  |
| Sampdoria | 2 – 0 | Cosenza     | Luigi Ferraris             | 22 de octubre | 16:15 | 22 010 |
| Reggiana  | 1 – 0 | Venezia     | Mapei-Città del Tricolor   | 22 de octubre | 18:30 | 8 791  |
| Palermo   | 2 – 2 | Spezia      | Renzo Barbera              | 23 de octubre | 20:30 | 29 117 |

| Cittadella  | 1 – 2 | Cremonese | Pier Cesare Tombolato | 27 de octubre | 20:30 | 3 354  |
| Como        | 1 – 0 | Catanzaro | Giuseppe Sinigaglia   | 28 de octubre | 14:00 | 6 451  |
| Feralpisalò | 0 – 3 | Reggiana  | Leonardo Garilli      | 28 de octubre | 14:00 | 1 950  |
| Spezia      | 0 – 0 | Cosenza   | Alberto Picco         | 28 de octubre | 14:00 | 5 462  |
| Südtirol    | 3 – 1 | Sampdoria | Druso                 | 28 de octubre | 14:00 | 5 500  |
| Ascoli      | 1 – 3 | Parma     | Cino e Lillo del Duca | 28 de octubre | 16:15 | 7 249  |
| Brescia     | 1 – 2 | Bari      | Mario Rigamonti       | 29 de octubre | 16:15 | 5 796  |
| Modena      | 2 – 1 | Ternana   | Alberto Braglia       | 29 de octubre | 16:15 | 8 875  |
| Palermo     | 1 – 2 | Lecco     | Renzo Barbera         | 29 de octubre | 16:15 | 25 799 |
| Venezia     | 2 – 1 | Pisa      | Pier Luigi Penzo      | 29 de octubre | 16:15 | 6 990  |

| Bari       | 1 – 0 | Ascoli      | San Nicolás                | 4 de noviembre | 14:00 | 16 011 |
| Catanzaro  | 1 – 2 | Modena      | Nicolás Ceravolo           | 4 de noviembre | 14:00 | 9 688  |
| Cittadella | 3 – 2 | Brescia     | Pier Cesare Tombolato      | 4 de noviembre | 14:00 | 3 317  |
| Cosenza    | 1 – 1 | Feralpisalò | San Vito-Gigi Marulla      | 4 de noviembre | 14:00 | 3 590  |
| Pisa       | 1 – 1 | Como        | Arena Garibaldi–Anconetani | 4 de noviembre | 14:00 | 6 324  |
| Ternana    | 0 – 1 | Venezia     | Libero Liberati            | 4 de noviembre | 14:00 | 3 838  |
| Sampdoria  | 1 – 0 | Palermo     | Luigi Ferraris             | 4 de noviembre | 16:15 | 21 796 |
| Cremonese  | 3 – 0 | Spezia      | Giovanni Zini              | 5 de noviembre | 16:15 | 9 117  |
| Parma      | 2 – 0 | Südtirol    | Ennio Tardini              | 5 de noviembre | 16:15 | 10 991 |
| Reggiana   | 1 – 1 | Lecco       | Mapei-Città del Tricolor   | 5 de noviembre | 16:15 | 9 437  |

| Venezia     | 2 – 1 | Catanzaro  | Pier Luigi Penzo      | 10 de noviembre | 20:30 | 7 765  |
| Ascoli      | 0 – 1 | Como       | Cino e Lillo del Duca | 11 de noviembre | 14:00 | 5 870  |
| Cosenza     | 2 – 0 | Reggiana   | San Vito-Gigi Marulla | 11 de noviembre | 14:00 | 3 750  |
| Feralpisalò | 3 – 3 | Bari       | Leonardo Garilli      | 11 de noviembre | 14:00 | 2 397  |
| Südtirol    | 1 – 2 | Pisa       | Druso                 | 11 de noviembre | 14:00 | 3 554  |
| Modena      | 0 – 2 | Sampdoria  | Alberto Braglia       | 11 de noviembre | 16:15 | 13 337 |
| Brescia     | 0 – 3 | Cremonese  | Mario Rigamonti       | 12 de noviembre | 16:15 | 6 949  |
| Lecco       | 3 – 2 | Parma      | Euganeo               | 12 de noviembre | 16:15 | 4 983  |
| Palermo     | 0 – 1 | Cittadella | Renzo Barbera         | 12 de noviembre | 16:15 | 18 402 |
| Spezia      | 2 – 2 | Ternana    | Alberto Picco         | 12 de noviembre | 16:15 | 6 554  |

| Sampdoria  | 2 – 1 | Spezia      | Luigi Ferraris             | 24 de noviembre | 20:30 | 24 918 |
| Bari       | 0 – 3 | Venezia     | San Nicolás                | 25 de noviembre | 14:00 | 16 458 |
| Cittadella | 2 – 1 | Südtirol    | Pier Cesare Tombolato      | 25 de noviembre | 14:00 | 3 043  |
| Como       | 2 – 1 | Feralpisalò | Giuseppe Sinigaglia        | 25 de noviembre | 14:00 | 4 801  |
| Cremonese  | 1 – 0 | Lecco       | Giovanni Zini              | 25 de noviembre | 14:00 | 8 512  |
| Parma      | 1 – 1 | Modena      | Ennio Tardini              | 25 de noviembre | 14:00 | 13 761 |
| Reggiana   | 1 – 1 | Ascoli      | Mapei-Città del Tricolor   | 25 de noviembre | 14:00 | 8 512  |
| Pisa       | 1 – 1 | Brescia     | Arena Garibaldi–Anconetani | 25 de noviembre | 16:15 | 6 647  |
| Catanzaro  | 2 – 0 | Cosenza     | Nicolás Ceravolo           | 26 de noviembre | 16:15 | 13 382 |
| Ternana    | 1 – 1 | Palermo     | Libero Liberati            | 26 de noviembre | 16:15 | 6 911  |

| Palermo     | 1 – 2 | Catanzaro  | Renzo Barbera              | 1 de diciembre | 20:30 | 19 492 |
| Cosenza     | 1 – 3 | Ternana    | San Vito-Gigi Marulla      | 2 de diciembre | 14:00 | 4 169  |
| Feralpisalò | 0 – 1 | Cittadella | Leonardo Garilli           | 2 de diciembre | 14:00 | 842    |
| Modena      | 2 – 1 | Reggiana   | Alberto Braglia            | 2 de diciembre | 14:00 | 13 878 |
| Pisa        | 0 – 0 | Cremonese  | Arena Garibaldi-Anconetani | 2 de diciembre | 14:00 | 5 958  |
| Venezia     | 3 – 1 | Ascoli     | Pier Luigi Penzo           | 2 de diciembre | 14:00 | 5 660  |
| Spezia      | 0 – 1 | Parma      | Alberto Picco              | 2 de diciembre | 16:15 | 7 022  |
| Brescia     | 3 – 1 | Sampdoria  | Mario Rigamonti            | 3 de diciembre | 16:15 | 6 346  |
| Lecco       | 1 – 0 | Bari       | Euganeo                    | 3 de diciembre | 16:15 | 4 878  |
| Südtirol    | 0 – 1 | Como       | Druso                      | 3 de diciembre | 16:15 | 3 169  |

| Ascoli     | 1 – 2 | Spezia      | Cino e Lillo del Duca    | 9 de diciembre  | 14:00 | 6 502  |
| Bari       | 2 – 1 | Südtirol    | San Nicolás              | 9 de diciembre  | 14:00 | 13 583 |
| Cittadella | 2 – 0 | Cosenza     | Pier Cesare Tombolato    | 9 de diciembre  | 14:00 | 3 156  |
| Cremonese  | 1 – 0 | Venezia     | Giovanni Zini            | 9 de diciembre  | 14:00 | 8 286  |
| Sampdoria  | 2 – 0 | Lecco       | Luigi Ferraris           | 9 de diciembre  | 14:00 | 21 510 |
| Ternana    | 2 – 1 | Feralpisalò | Libero Liberati          | 9 de diciembre  | 14:00 | 4 598  |
| Catanzaro  | 2 – 0 | Pisa        | Nicolás Ceravolo         | 9 de diciembre  | 16:15 | 9 067  |
| Como       | 2 – 1 | Modena      | Giuseppe Sinigaglia      | 10 de diciembre | 16:15 | 4 660  |
| Parma      | 3 – 3 | Palermo     | Ennio Tardini            | 10 de diciembre | 16:15 | 13 409 |
| Reggiana   | 1 – 1 | Brescia     | Mapei-Città del Tricolor | 10 de diciembre | 16:15 | 8 793  |

| Spezia      | 1 – 0 | Bari       | Alberto Picco            | 15 de diciembre | 20:30 | 7 205  |
| Brescia     | 2 – 0 | Como       | Mario Rigamonti          | 16 de diciembre | 14:00 | 4 640  |
| Feralpisalò | 1 – 0 | Cremonese  | Leonardo Garilli         | 16 de diciembre | 14:00 | 2 091  |
| Modena      | 1 – 1 | Cittadella | Alberto Braglia          | 16 de diciembre | 14:00 | 7 907  |
| Reggiana    | 1 – 2 | Sampdoria  | Mapei-Città del Tricolor | 16 de diciembre | 14:00 | 9 273  |
| Venezia     | 2 – 3 | Südtirol   | Pier Luigi Penzo         | 16 de diciembre | 14:00 | 4 988  |
| Ascoli      | 1 – 0 | Catanzaro  | Cino e Lillo del Duca    | 16 de diciembre | 16:15 | 6 470  |
| Cosenza     | 0 – 0 | Parma      | San Vito-Gigi Marulla    | 16 de diciembre | 16:15 | 3 631  |
| Palermo     | 3 – 2 | Pisa       | Renzo Barbera            | 16 de diciembre | 16:15 | 16 279 |
| Lecco       | 2 – 3 | Ternana    | Euganeo                  | 17 de diciembre | 16:15 | 4 137  |

| Cittadella | 4 – 1 | Spezia      | Pier Cesare Tombolato | 23 de diciembre | 14:00 | TBD |
| Como       | 3 – 3 | Palermo     | Giuseppe Sinigaglia   | 23 de diciembre | 14:00 | TBD |
| Cremonese  | 4 – 0 | Modena      | Giovanni Zini         | 23 de diciembre | 14:00 | TBD |
| Parma      | 3 – 1 | Ternana     | Ennio Tardini         | 23 de diciembre | 14:00 | TBD |
| Venezia    | 2 – 2 | Lecco       | Pier Luigi Penzo      | 23 de diciembre | 14:00 | TBD |
| Catanzaro  | 2 – 3 | Brescia     | Nicolás Ceravolo      | 23 de diciembre | 15:00 | TBD |
| Bari       | 0 – 0 | Cosenza     | San Nicolás           | 23 de diciembre | 16:15 | TBD |
| Pisa       | 1 – 0 | Ascoli      | Arena Garibaldi–Romeo | 23 de diciembre | 16:15 | TBD |
| Sampdoria  | 2 – 3 | Feralpisalò | Luigi Ferraris        | 23 de diciembre | 16:15 | TBD |
| Südtirol   | 2 – 3 | Reggiana    | Druso                 | 23 de diciembre | 16:15 | TBD |

| Reggiana    | 1 - 0 | Catanzaro  | MAPEI Stadium - Città del Tricolore | 26 de diciembre | 12:30 | TBD |
| Ascoli      | 0 - 0 | Cittadella | Estadio Cino e Lillo Del Duca       | 26 de diciembre | 15:00 | TBD |
| Brescia     | 0 - 2 | Parma      | Mario Rigamonti                     | 26 de diciembre | 15:00 | TBD |
| Cosenza     | 1 - 2 | Como       | Stadio San Vito-Gigi Marulla        | 26 de diciembre | 15:00 | TBD |
| Feralpisalò | 2 - 2 | Venezia    | Leonardo Garilli                    | 26 de diciembre | 15:00 | TBD |
| Lecco       | 2 - 1 | Südtirol   | Euganeo                             | 26 de diciembre | 15:00 | TBD |
| Spezia      | 1 - 1 | Modena     | Estadio Alberto Picco               | 26 de diciembre | 15:00 | TBD |
| Ternana     | 1 - 1 | Pisa       | Stadio Libero Liberati              | 26 de diciembre | 15:00 | TBD |
| Palermo     | 3 - 2 | Cremonese  | Estadio Renzo Barbera               | 26 de diciembre | 18:00 | TBD |
| Sampdoria   | 1 - 1 | Bari       | Estadio Luigi Ferraris              | 26 de diciembre | 20:30 | TBD |

### Segunda vuelta
| Catanzaro  | 5 - 3 | Lecco       | Nicolás Ceravolo      | 12 de enero | 20:30 | TBD |
| Modena     | 1 - 2 | Brescia     | Alberto Braglia       | 13 de enero | 14:00 | TBD |
| Bari       | 3 - 1 | Ternana     | San Nicolás           | 13 de enero | 14:00 | TBD |
| Cittadella | 2 - 0 | Palermo     | Pier Cesare Tombolato | 13 de enero | 14:00 | TBD |
| Como       | 4 - 0 | Spezia      | Giuseppe Sinigaglia   | 13 de enero | 14:00 | TBD |
| Südtirol   | 1 - 0 | Feralpisalò | Druso                 | 13 de enero | 14:00 | TBD |
| Pisa       | 2 - 2 | Reggiana    | Arena Garibaldi–Romeo | 13 de enero | 16:15 | TBD |
| Cremonese  | 1 - 0 | Cosenza     | Giovanni Zini         | 14 de enero | 16:15 | TBD |
| Parma      | 1 - 1 | Ascoli      | Ennio Tardini         | 14 de enero | 16:15 | TBD |
| Venezia    | 5 - 3 | Sampdoria   | Pier Luigi Penzo      | 14 de enero | 16:15 | TBD |

| Sampdoria   | 1 - 3 | Parma      | Estadio Luigi Ferraris              | 19 de enero | 20:30 | TBD |
| Brescia     | 1 - 1 | Südtirol   | Mario Rigamonti                     | 20 de enero | 14:00 | TBD |
| Feralpisalò | 3 - 0 | Catanzaro  | Leonardo Garilli                    | 20 de enero | 14:00 | TBD |
| Reggiana    | 2 - 2 | Como       | MAPEI Stadium - Città del Tricolore | 20 de enero | 14:00 | TBD |
| Spezia      | 0 - 1 | Cremonese  | Estadio Alberto Picco               | 20 de enero | 14:00 | TBD |
| Ternana     | 3 - 1 | Cittadella | Stadio Libero Liberati              | 20 de enero | 14:00 | TBD |
| Cosenza     | 4 - 2 | Venezia    | Stadio San Vito-Gigi Marulla        | 20 de enero | 16:15 | TBD |
| Lecco       | 1 - 3 | Pisa       | Euganeo                             | 20 de enero | 16:15 | TBD |
| Palermo     | 4 - 2 | Modena     | Estadio Renzo Barbera               | 20 de enero | 16:15 | TBD |
| Ascoli      | 2 - 2 | Bari       | Estadio Cino e Lillo Del Duca       | 21 de enero | 16:15 | TBD |

| Catanzaro   | 1 - 1 | Palermo   | Stadio Nicola Ceravolo                    | 26 de enero | 20:30 | TBD |
| Cremonese   | 1 - 0 | Brescia   | Giovanni Zini                             | 27 de enero | 14:00 | TBD |
| Como        | 0 - 2 | Ascoli    | Giuseppe Sinigaglia                       | 27 de enero | 14:00 | TBD |
| Modena      | 3 - 0 | Parma     | Alberto Braglia                           | 27 de enero | 14:00 | TBD |
| Südtirol    | 0 - 1 | Cosenza   | Druso                                     | 27 de enero | 14:00 | TBD |
| Venezia     | 1 - 0 | Ternana   | Pier Luigi Penzo                          | 27 de enero | 14:00 | TBD |
| Bari        | 0 - 2 | Reggiana  | Estadio San Nicola                        | 27 de enero | 16:15 | TBD |
| Feralpisalò | 5 - 1 | Lecco     | Leonardo Garilli                          | 27 de enero | 16:15 | TBD |
| Pisa        | 2 - 3 | Spezia    | Arena Garibaldi – Stadio Romeo Anconetani | 27 de enero | 16:15 | TBD |
| Cittadella  | 1 - 2 | Sampdoria | Pier Cesare Tombolato                     | 28 de enero | 16:15 | TBD |

| Palermo   | 3 - 0 | Bari        | Estadio Renzo Barbera               | 2 de febrero | 20:30 | TBD |
| Cosenza   | 1 - 1 | Pisa        | Stadio San Vito-Gigi Marulla        | 3 de febrero | 14:00 | TBD |
| Parma     | 2 - 1 | Venezia     | Ennio Tardini                       | 3 de febrero | 14:00 | TBD |
| Reggiana  | 1 - 1 | Feralpisalò | MAPEI Stadium - Città del Tricolore | 3 de febrero | 14:00 | TBD |
| Spezia    | 1 - 1 | Catanzaro   | Estadio Alberto Picco               | 3 de febrero | 14:00 | TBD |
| Brescia   | 2 - 0 | Cittadella  | Mario Rigamonti                     | 3 de febrero | 14:00 | TBD |
| Lecco     | 0 - 1 | Cremonese   | Euganeo                             | 3 de febrero | 16:15 | TBD |
| Sampdoria | 2 - 2 | Modena      | Estadio Luigi Ferraris              | 3 de febrero | 16:15 | TBD |
| Ternana   | 0 - 1 | Como        | Stadio Libero Liberati              | 3 de febrero | 16:15 | TBD |
| Ascoli    | 1 - 2 | Südtirol    | Estadio Cino e Lillo Del Duca       | 4 de febrero | 16:15 | TBD |

| Como        | 1 - 0 | Brescia   | Giuseppe Sinigaglia                       | 9 de febrero  | 20:30 | TBD |
| Cittadella  | 1 - 2 | Parma     | Pier Cesare Tombolato                     | 10 de febrero | 14:00 | TBD |
| Cremonese   | 1 - 1 | Reggiana  | Giovanni Zini                             | 10 de febrero | 14:00 | TBD |
| Feralpisalò | 1 - 2 | Palermo   | Leonardo Garilli                          | 10 de febrero | 14:00 | TBD |
| Modena      | 1 - 1 | Cosenza   | Alberto Braglia                           | 10 de febrero | 14:00 | TBD |
| Südtirol    | 0 - 3 | Venezia   | Druso                                     | 10 de febrero | 14:00 | TBD |
| Bari        | 3 - 1 | Lecco     | Estadio San Nicola                        | 10 de febrero | 16:15 | TBD |
| Pisa        | 2 - 0 | Sampdoria | Arena Garibaldi – Stadio Romeo Anconetani | 10 de febrero | 16:15 | TBD |
| Catanzaro   | 3 - 2 | Ascoli    | Stadio Nicola Ceravolo                    | 10 de febrero | 16:15 | TBD |
| Ternana     | 1 - 1 | Spezia    | Stadio Libero Liberati                    | 11 de febrero | 16:15 | TBD |

| Ascoli    | 0 - 0 | Cremonese   | Estadio Cino e Lillo Del Duca       | 16 de febrero | 20:30 | TBD |
| Bari      | 1 - 0 | Feralpisalò | Estadio San Nicola                  | 17 de febrero | 14:00 | TBD |
| Lecco     | 1 - 3 | Cosenza     | Euganeo                             | 17 de febrero | 14:00 | TBD |
| Parma     | 3 - 2 | Pisa        | Ennio Tardini                       | 17 de febrero | 14:00 | TBD |
| Reggiana  | 0 - 2 | Ternana     | MAPEI Stadium - Città del Tricolore | 17 de febrero | 14:00 | TBD |
| Spezia    | 4 - 2 | Cittadella  | Estadio Alberto Picco               | 17 de febrero | 14:00 | TBD |
| Catanzaro | 2 - 2 | Südtirol    | Stadio Nicola Ceravolo              | 17 de febrero | 16:15 | TBD |
| Palermo   | 3 - 0 | Como        | Estadio Renzo Barbera               | 17 de febrero | 16:15 | TBD |
| Sampdoria | 1 - 1 | Brescia     | Estadio Luigi Ferraris              | 17 de febrero | 16:15 | TBD |
| Venezia   | 2 - 2 | Modena      | Pier Luigi Penzo                    | 18 de febrero | 16:15 | TBD |

| Cosenza     | 1 - 2 | Sampdoria | Stadio San Vito-Gigi Marulla              | 23 de febrero | 20:30 | TBD |
| Cittadella  | 1 - 2 | Catanzaro | Pier Cesare Tombolato                     | 24 de febrero | 14:00 | TBD |
| Cremonese   | 2 - 2 | Palermo   | Giovanni Zini                             | 24 de febrero | 14:00 | TBD |
| Feralpisalò | 0 - 1 | Ascoli    | Leonardo Garilli                          | 24 de febrero | 14:00 | TBD |
| Südtirol    | 1 - 0 | Bari      | Druso                                     | 24 de febrero | 14:00 | TBD |
| Brescia     | 0 - 0 | Reggiana  | Mario Rigamonti                           | 24 de febrero | 14:00 | TBD |
| Como        | 1 - 1 | Parma     | Giuseppe Sinigaglia                       | 24 de febrero | 16:15 | TBD |
| Pisa        | 1 - 2 | Venezia   | Arena Garibaldi – Stadio Romeo Anconetani | 24 de febrero | 16:15 | TBD |
| Ternana     | 0 - 0 | Lecco     | Stadio Libero Liberati                    | 24 de febrero | 16:15 | TBD |
| Modena      | 0 - 0 | Spezia    | Alberto Braglia                           | 25 de febrero | 16:15 | TBD |

| Reggiana  | 1 - 1 | Südtirol    | MAPEI Stadium - Città del Tricolore       | 27 de febrero | 18:15 | TBD |
| Ascoli    | 1 - 1 | Brescia     | Estadio Cino e Lillo Del Duca             | 27 de febrero | 18:15 | TBD |
| Catanzaro | 2 - 0 | Bari        | Stadio Nicola Ceravolo                    | 27 de febrero | 20:30 | TBD |
| Lecco     | 0 - 3 | Como        | Euganeo                                   | 27 de febrero | 20:30 | TBD |
| Palermo   | 2 - 3 | Ternana     | Estadio Renzo Barbera                     | 27 de febrero | 20:30 | TBD |
| Parma     | 1 - 1 | Cosenza     | Ennio Tardini                             | 27 de febrero | 20:30 | TBD |
| Sampdoria | 1 - 2 | Cremonese   | Estadio Luigi Ferraris                    | 27 de febrero | 20:30 | TBD |
| Spezia    | 0 - 2 | Feralpisalò | Estadio Alberto Picco                     | 28 de febrero | 20:30 | TBD |
| Venezia   | 2 - 0 | Cittadella  | Pier Luigi Penzo                          | 28 de febrero | 20:30 | TBD |
| Pisa      | 2 - 2 | Modena      | Arena Garibaldi – Stadio Romeo Anconetani | 28 de febrero | 20:30 | TBD |

| Südtirol    | 1 - 0 | Lecco     | Druso                         | 2 de marzo | 14:00 | TBD |
| Ternana     | 1 - 3 | Parma     | Stadio Libero Liberati        | 2 de marzo | 14:00 | TBD |
| Brescia     | 4 - 2 | Palermo   | Mario Rigamonti               | 2 de marzo | 14:00 | TBD |
| Ascoli      | 0 - 0 | Reggiana  | Estadio Cino e Lillo Del Duca | 3 de marzo | 16:15 | TBD |
| Bari        | 1 - 1 | Spezia    | Estadio San Nicola            | 3 de marzo | 16:15 | TBD |
| Cittadella  | 0 - 1 | Pisa      | Pier Cesare Tombolato         | 3 de marzo | 16:15 | TBD |
| Como        | 2 - 1 | Venezia   | Giuseppe Sinigaglia           | 3 de marzo | 16:15 | TBD |
| Cosenza     | 0 - 2 | Catanzaro | Stadio San Vito-Gigi Marulla  | 3 de marzo | 16:15 | TBD |
| Feralpisalò | 1 - 3 | Sampdoria | Leonardo Garilli              | 3 de marzo | 16:15 | TBD |
| Modena      | 0 - 1 | Cremonese | Alberto Braglia               | 3 de marzo | 18:30 | TBD |

| Parma     | 2 - 1 | Brescia     | Ennio Tardini                             | 8 de marzo  | 20:30 | TBD |
| Cosenza   | 0 - 0 | Cittadella  | Stadio San Vito-Gigi Marulla              | 9 de marzo  | 14:00 | TBD |
| Modena    | 2 - 3 | Feralpisalò | Alberto Braglia                           | 9 de marzo  | 14:00 | TBD |
| Spezia    | 2 - 1 | Südtirol    | Estadio Alberto Picco                     | 9 de marzo  | 14:00 | TBD |
| Catanzaro | 0 - 1 | Reggiana    | Stadio Nicola Ceravolo                    | 9 de marzo  | 16:15 | TBD |
| Cremonese | 2 - 1 | Como        | Giovanni Zini                             | 9 de marzo  | 16:15 | TBD |
| Pisa      | 1 - 0 | Ternana     | Arena Garibaldi – Stadio Romeo Anconetani | 9 de marzo  | 16:15 | TBD |
| Lecco     | 0 - 1 | Palermo     | Euganeo                                   | 10 de marzo | 16:15 | TBD |
| Venezia   | 3 - 1 | Bari        | Pier Luigi Penzo                          | 10 de marzo | 16:15 | TBD |
| Sampdoria | 2 - 1 | Ascoli      | Estadio Luigi Ferraris                    | 11 de marzo | 20:30 | TBD |

| Palermo     | 0 - 3 | Venezia   | Estadio Renzo Barbera               | 15 de marzo | 20:30 | TBD |
| Como        | 3 - 1 | Pisa      | Giuseppe Sinigaglia                 | 16 de marzo | 14:00 | TBD |
| Feralpisalò | 1 - 2 | Parma     | Leonardo Garilli                    | 16 de marzo | 14:00 | TBD |
| Südtirol    | 3 - 0 | Cremonese | Druso                               | 16 de marzo | 14:00 | TBD |
| Ternana     | 1 - 0 | Cosenza   | Stadio Libero Liberati              | 16 de marzo | 14:00 | TBD |
| Brescia     | 1 - 1 | Catanzaro | Mario Rigamonti                     | 16 de marzo | 14:00 | TBD |
| Bari        | 0 - 1 | Sampdoria | Estadio San Nicola                  | 16 de marzo | 16:15 | TBD |
| Cittadella  | 1 - 1 | Modena    | Pier Cesare Tombolato               | 16 de marzo | 16:15 | TBD |
| Reggiana    | 0 - 0 | Spezia    | MAPEI Stadium - Città del Tricolore | 16 de marzo | 16:15 | TBD |
| Ascoli      | 4 - 1 | Lecco     | Estadio Cino e Lillo Del Duca       | 17 de marzo | 16:15 | TBD |

| Modena    | 1 – 1 | Bari        | Alberto Braglia                           | 1 de abril | 12:30 | TBD |
| Como      | 2 – 0 | Südtirol    | Giuseppe Sinigaglia                       | 1 de abril | 15:00 | TBD |
| Lecco     | 1 – 1 | Cittadella  | Euganeo                                   | 1 de abril | 15:00 | TBD |
| Parma     | 0 – 2 | Catanzaro   | Ennio Tardini                             | 1 de abril | 15:00 | TBD |
| Pisa      | 4 – 3 | Palermo     | Arena Garibaldi – Stadio Romeo Anconetani | 1 de abril | 15:00 | TBD |
| Spezia    | 2 – 1 | Ascoli      | Estadio Alberto Picco                     | 1 de abril | 15:00 | TBD |
| Venezia   | 2 – 3 | Reggiana    | Pier Luigi Penzo                          | 1 de abril | 15:00 | TBD |
| Cosenza   | 1 – 2 | Brescia     | Stadio San Vito-Gigi Marulla              | 1 de abril | 15:00 | TBD |
| Cremonese | 0 – 1 | Feralpisalò | Giovanni Zini                             | 1 de abril | 18:00 | TBD |
| Sampdoria | 4 – 1 | Ternana     | Estadio Luigi Ferraris                    | 1 de abril | 20:30 | TBD |

| Bari        | 1 – 2 | Cremonese  | Estadio San Nicola                  | 5 de abril | 20:30 | TBD |
| Feralpisalò | 2 – 2 | Cosenza    | Leonardo Garilli                    | 6 de abril | 14:00 | TBD |
| Spezia      | 1 – 1 | Lecco      | Estadio Alberto Picco               | 6 de abril | 14:00 | TBD |
| Südtirol    | 0 – 0 | Parma      | Druso                               | 6 de abril | 14:00 | TBD |
| Ternana     | 0 – 0 | Modena     | Stadio Libero Liberati              | 6 de abril | 14:00 | TBD |
| Brescia     | 3 – 1 | Pisa       | Mario Rigamonti                     | 6 de abril | 14:00 | TBD |
| Catanzaro   | 1 – 2 | Como       | Stadio Nicola Ceravolo              | 6 de abril | 16:15 | TBD |
| Palermo     | 2 – 2 | Sampdoria  | Estadio Renzo Barbera               | 6 de abril | 16:15 | TBD |
| Reggiana    | 0 – 2 | Cittadella | MAPEI Stadium - Città del Tricolore | 6 de abril | 16:15 | TBD |
| Ascoli      | 0 – 0 | Venezia    | Estadio Cino e Lillo Del Duca       | 7 de abril | 16:15 | TBD |

| Modena     | 1 – 3 | Catanzaro   | Alberto Braglia                           | 12 de abril | 20:30 | TBD |
| Cittadella | 0 – 0 | Ascoli      | Pier Cesare Tombolato                     | 13 de abril | 14:00 | TBD |
| Como       | 2 – 1 | Bari        | Giuseppe Sinigaglia                       | 13 de abril | 14:00 | TBD |
| Cremonese  | 1 – 2 | Ternana     | Giovanni Zini                             | 13 de abril | 14:00 | TBD |
| Pisa       | 3 – 1 | Feralpisalò | Arena Garibaldi – Stadio Romeo Anconetani | 13 de abril | 14:00 | TBD |
| Sampdoria  | 0 – 1 | Südtirol    | Estadio Luigi Ferraris                    | 13 de abril | 14:00 | TBD |
| Cosenza    | 1 – 1 | Palermo     | Stadio San Vito-Gigi Marulla              | 13 de abril | 16:15 | TBD |
| Lecco      | 1 – 0 | Reggiana    | Euganeo                                   | 13 de abril | 16:15 | TBD |
| Parma      | 2 – 0 | Spezia      | Ennio Tardini                             | 13 de abril | 16:15 | TBD |
| Venezia    | 2 – 0 | Brescia     | Pier Luigi Penzo                          | 14 de abril | 16:15 | TBD |

| Palermo     | 0 – 0 | Parma      | Estadio Renzo Barbera               | 19 de abril | 20:30 | TBD |
| Reggiana    | 0 – 4 | Cosenza    | MAPEI Stadium - Città del Tricolore | 19 de abril | 20:30 | TBD |
| Ascoli      | 0 – 0 | Modena     | Estadio Cino e Lillo Del Duca       | 20 de abril | 14:00 | TBD |
| Bari        | 1 – 1 | Pisa       | Estadio San Nicola                  | 20 de abril | 14:00 | TBD |
| Feralpisalò | 2 – 5 | Como       | Leonardo Garilli                    | 20 de abril | 14:00 | TBD |
| Brescia     | 0 – 0 | Ternana    | Mario Rigamonti                     | 20 de abril | 14:00 | TBD |
| Catanzaro   | 0 – 0 | Cremonese  | Stadio Nicola Ceravolo              | 20 de abril | 16:15 | TBD |
| Lecco       | 1 – 2 | Venezia    | Euganeo                             | 20 de abril | 16:15 | TBD |
| Spezia      | 0 – 0 | Sampdoria  | Estadio Alberto Picco               | 20 de abril | 16:15 | TBD |
| Südtirol    | 0 – 0 | Cittadella | Druso                               | 20 de abril | 16:15 | TBD |

| Pisa       | 2 – 2 | Catanzaro   | Arena Garibaldi – Stadio Romeo Anconetani | 26 de abril | 20:30 | TBD |
| Venezia    | 2 – 1 | Cremonese   | Pier Luigi Penzo                          | 26 de abril | 20:30 | TBD |
| Modena     | 1 – 0 | Südtirol    | Alberto Braglia                           | 27 de abril | 14:00 | TBD |
| Parma      | 4 – 0 | Lecco       | Ennio Tardini                             | 27 de abril | 14:00 | TBD |
| Ternana    | 0 – 1 | Ascoli      | Stadio Libero Liberati                    | 27 de abril | 14:00 | TBD |
| Brescia    | 0 – 0 | Spezia      | Mario Rigamonti                           | 27 de abril | 14:00 | TBD |
| Cittadella | 1 – 1 | Feralpisalò | Pier Cesare Tombolato                     | 27 de abril | 16:15 | TBD |
| Sampdoria  | 1 – 1 | Como        | Estadio Luigi Ferraris                    | 27 de abril | 16:15 | TBD |
| Palermo    | 1 – 2 | Reggiana    | Estadio Renzo Barbera                     | 27 de abril | 16:15 | TBD |
| Cosenza    | 4 – 1 | Bari        | Stadio San Vito-Gigi Marulla              | 27 de abril | 16:15 | TBD |

| Cremonese   | 2 – 1 | Pisa       | Giovanni Zini                       | 1 de mayo | 12:30 | TBD |
| Ascoli      | 0 – 1 | Cosenza    | Estadio Cino e Lillo Del Duca       | 1 de mayo | 15:00 | TBD |
| Catanzaro   | 3 – 2 | Venezia    | Stadio Nicola Ceravolo              | 1 de mayo | 15:00 | TBD |
| Como        | 2 – 1 | Cittadella | Giuseppe Sinigaglia                 | 1 de mayo | 15:00 | TBD |
| Spezia      | 1 – 0 | Palermo    | Estadio Alberto Picco               | 1 de mayo | 15:00 | TBD |
| Südtirol    | 4 – 3 | Ternana    | Druso                               | 1 de mayo | 15:00 | TBD |
| Lecco       | 0 – 1 | Sampdoria  | Euganeo                             | 1 de mayo | 18:00 | TBD |
| Reggiana    | 1 – 0 | Modena     | MAPEI Stadium - Città del Tricolore | 1 de mayo | 18:00 | TBD |
| Bari        | 1 – 1 | Parma      | Estadio San Nicola                  | 1 de mayo | 18:00 | TBD |
| Feralpisalò | 2 – 2 | Brescia    | Leonardo Garilli                    | 1 de mayo | 18:00 | TBD |

| Cittadella | 1 – 1 | Bari        | Pier Cesare Tombolato                     | 5 de mayo | 15:00 | TBD |
| Cosenza    | 2 – 2 | Spezia      | Stadio San Vito-Gigi Marulla              | 5 de mayo | 15:00 | TBD |
| Modena     | 0 – 0 | Como        | Alberto Braglia                           | 5 de mayo | 15:00 | TBD |
| Palermo    | 2 – 2 | Ascoli      | Estadio Renzo Barbera                     | 5 de mayo | 15:00 | TBD |
| Parma (C)  | 1 – 1 | Cremonese   | Ennio Tardini                             | 5 de mayo | 15:00 | TBD |
| Pisa       | 2 – 2 | Südtirol    | Arena Garibaldi – Stadio Romeo Anconetani | 5 de mayo | 15:00 | TBD |
| Sampdoria  | 1 – 0 | Reggiana    | Estadio Luigi Ferraris                    | 5 de mayo | 15:00 | TBD |
| Ternana    | 1 – 0 | Catanzaro   | Stadio Libero Liberati                    | 5 de mayo | 15:00 | TBD |
| Venezia    | 2 – 1 | Feralpisalò | Pier Luigi Penzo                          | 5 de mayo | 15:00 | TBD |
| Brescia    | 4 – 1 | Lecco       | Mario Rigamonti                           | 5 de mayo | 15:00 | TBD |

| Ascoli      | 2 – 1 | Pisa       | Estadio Cino e Lillo Del Duca       | 10 de mayo | 20:30 | TBD |
| Catanzaro   | 1 – 3 | Sampdoria  | Stadio Nicola Ceravolo              | 10 de mayo | 20:30 | TBD |
| Como        | 1 – 1 | Cosenza    | Giuseppe Sinigaglia                 | 10 de mayo | 20:30 | TBD |
| Cremonese   | 3 – 0 | Cittadella | Giovanni Zini                       | 10 de mayo | 20:30 | TBD |
| Feralpisalò | 0 – 1 | Ternana    | Leonardo Garilli                    | 10 de mayo | 20:30 | TBD |
| Lecco       | 2 – 3 | Modena     | Euganeo                             | 10 de mayo | 20:30 | TBD |
| Reggiana    | 1 – 1 | Parma      | MAPEI Stadium - Città del Tricolore | 10 de mayo | 20:30 | TBD |
| Spezia      | 2 – 1 | Venezia    | Estadio Alberto Picco               | 10 de mayo | 20:30 | TBD |
| Südtirol    | 0 – 1 | Palermo    | Druso                               | 10 de mayo | 20:30 | TBD |
| Bari        | 2 – 0 | Brescia    | Estadio San Nicola                  | 10 de mayo | 20:30 | TBD |

### Tabla de resultados cruzados
| Local \ Visitante | ASC | BAR | BRE | CAT | CIT | COM | COS | CRE | FER | LEC | MOD | PAL | PAR | PIS | REG | SAM | SPE | SUD | TER | VEN |
| ----------------- | --- | --- | --- | --- | --- | --- | --- | --- | --- | --- | --- | --- | --- | --- | --- | --- | --- | --- | --- | --- |
| Ascoli            | —   | 2–2 | 1–1 | 1–0 | 0–0 | 0–1 | 0–1 | 0–0 | 3–0 | 4–1 | 0–0 | 0–1 | 1–3 | 2–1 | 0–0 | 1–1 | 1–2 | 1–2 | 2–0 | 0–0 |
| Bari              | 1–0 | —   | 2–0 | 2–2 | 1–1 | 1–1 | 0–0 | 1–2 | 1–0 | 3–1 | 1–1 | 0–0 | 1–1 | 1–1 | 0–2 | 0–1 | 1–1 | 2–1 | 3–1 | 0–3 |
| Brescia           | 1–1 | 1–2 | —   | 1–1 | 2–0 | 2–0 | 1–0 | 0–3 | 1–1 | 4–1 | 0–1 | 4–2 | 0–2 | 3–1 | 0–0 | 3–1 | 0–0 | 1–1 | 0–0 | 0–0 |
| Catanzaro         | 3–2 | 2–0 | 2–3 | —   | 1–1 | 1–2 | 2–0 | 0–0 | 3–0 | 5–3 | 1–2 | 1–1 | 0–5 | 2–0 | 0–1 | 1–3 | 3–0 | 2–2 | 2–1 | 3–2 |
| Cittadella        | 0–0 | 1–1 | 3–2 | 1–2 | —   | 0–3 | 2–0 | 1–2 | 1–1 | 2–1 | 1–1 | 2–0 | 1–2 | 0–1 | 1–0 | 1–2 | 4–1 | 2–1 | 2–2 | 0–0 |
| Como              | 0–2 | 2–1 | 1–0 | 1–0 | 2–1 | —   | 1–1 | 1–3 | 2–1 | 0–0 | 2–1 | 3–3 | 1–1 | 3–1 | 2–2 | 1–0 | 4–0 | 2–0 | 2–1 | 2–1 |
| Cosenza           | 3–0 | 4–1 | 1–2 | 0–2 | 0–0 | 1–2 | —   | 1–2 | 1–1 | 3–0 | 1–2 | 1–1 | 0–0 | 1–1 | 2–0 | 1–2 | 2–2 | 2–2 | 1–3 | 4–2 |
| Cremonese         | 2–2 | 0–1 | 1–0 | 0–0 | 3–0 | 2–1 | 1–0 | —   | 0–1 | 1–0 | 4–0 | 2–2 | 1–2 | 2–1 | 1–1 | 1–1 | 3–0 | 0–1 | 1–2 | 1–0 |
| Feralpisalò       | 0–1 | 3–3 | 2–2 | 3–0 | 0–1 | 2–5 | 2–2 | 1–0 | —   | 5–1 | 1–1 | 1–2 | 1–2 | 0–1 | 0–3 | 1–3 | 1–2 | 0–2 | 0–1 | 2–2 |
| Lecco             | 0–2 | 1–0 | 0–2 | 3–4 | 1–1 | 0–3 | 1–3 | 0–1 | 1–2 | —   | 2–3 | 0–1 | 3–2 | 1–3 | 1–0 | 0–1 | 0–0 | 2–1 | 2–3 | 1–2 |
| Modena            | 1–0 | 1–1 | 1–2 | 1–3 | 1–1 | 0–0 | 1–1 | 0–1 | 2–3 | 0–0 | —   | 0–2 | 3–0 | 2–0 | 2–1 | 0–2 | 0–0 | 1–0 | 2–1 | 1–3 |
| Palermo           | 2–2 | 3–0 | 1–0 | 1–2 | 0–1 | 3–0 | 0–1 | 3–2 | 3–0 | 1–2 | 4–2 | —   | 0–0 | 3–2 | 1–2 | 2–2 | 2–2 | 2–1 | 2–3 | 0–3 |
| Parma             | 1–1 | 2–1 | 2–1 | 0–2 | 2–0 | 2–1 | 1–1 | 1–1 | 2–0 | 4–0 | 1–1 | 3–3 | —   | 3–2 | 0–0 | 1–1 | 2–0 | 2–0 | 3–1 | 2–1 |
| Pisa              | 1–0 | 1–1 | 1–1 | 2–2 | 2–1 | 1–1 | 1–2 | 0–0 | 3–1 | 1–2 | 2–2 | 4–3 | 1–2 | —   | 2–2 | 2–0 | 2–3 | 2–2 | 1–0 | 1–2 |
| Reggiana          | 1–1 | 1–1 | 1–1 | 1–0 | 0–2 | 2–2 | 0–4 | 2–2 | 1–1 | 1–1 | 1–0 | 1–3 | 1–1 | 0–0 | —   | 1–2 | 0–0 | 1–1 | 0–2 | 1–0 |
| Sampdoria         | 2–1 | 1–1 | 1–1 | 1–2 | 1–2 | 1–1 | 2–0 | 1–2 | 2–3 | 2–0 | 2–2 | 1–0 | 0–3 | 0–2 | 1–0 | —   | 2–1 | 0–1 | 4–1 | 1–2 |
| Spezia            | 2–1 | 1–0 | 0–0 | 1–1 | 4–2 | 0–1 | 0–0 | 0–1 | 0–2 | 1–1 | 1–1 | 1–0 | 0–1 | 0–0 | 1–2 | 0–0 | —   | 2–1 | 2–2 | 2–1 |
| Südtirol          | 3–1 | 1–0 | 1–1 | 0–1 | 0–0 | 0–1 | 0–1 | 3–0 | 1–0 | 1–0 | 0–0 | 0–1 | 0–0 | 1–2 | 2–3 | 3–1 | 3–3 | —   | 4–3 | 0–3 |
| Ternana           | 0–1 | 0–0 | 0–1 | 1–0 | 3–1 | 0–1 | 1–0 | 0–1 | 2–1 | 0–0 | 0–0 | 1–1 | 1–3 | 1–1 | 3–0 | 1–2 | 1–1 | 1–1 | —   | 0–1 |
| Venezia           | 3–1 | 3–1 | 2–0 | 2–1 | 2–0 | 3–0 | 1–1 | 2–1 | 2–1 | 2–2 | 2–2 | 1–3 | 3–2 | 2–1 | 2–3 | 5–3 | 1–0 | 2–3 | 1–0 | —   |

## Play-offs de ascenso a la Serie A
Play-offs de Ascenso para la Serie A 2024-25.

### Cuadro
|  | Preliminar | Preliminar | Preliminar |           |   | Semifinales | Semifinales | Semifinales | Semifinales | Semifinales |  |   | Final     | Final | Final | Final | Final |  |
|  |            |            |            |           |   |             |             |             |             |             |  |   |           |       |       |       |       |  |
|  |            |            |            |           |   |             |             |             |             |             |  |   |           |       |       |       |       |  |
|  |            |            |            |           |   |             |             |             |             |             |  |   |           |       |       |       |       |  |
|  |            |            |            |           |   |             |             |             |             |             |  |   |           |       |       |       |       |  |
|  |            |            |            |           |   |             |             |             |             |             |  |   |           |       |       |       |       |  |
|  |            | 4          | Cremonese  | 2         | 4 | 6           |             |             |             |             |  |   |           |       |       |       |       |  |
|  |            |            |            | 2         | 4 | 6           |             |             |             |             |  |   |           |       |       |       |       |  |
|  |            |            | 5          | Catanzaro | 2 | 1           | 3           |             |             |             |  |   |           |       |       |       |       |  |
|  | 5          | Catanzaro  | 5          | Catanzaro | 2 | 1           | 3           | 4           |             |             |  |   |           |       |       |       |       |  |
|  | 5          | Catanzaro  |            |           |   |             |             |             |             |             |  |   |           |       |       |       |       |  |
|  | 8          | Brescia    | 2          |           |   |             |             |             |             |             |  |   |           |       |       |       |       |  |
|  | 8          | Brescia    | 2          |           |   |             |             |             |             |             |  | 4 | Cremonese | 0     | 0     | 0     |       |  |
|  |            |            |            |           |   |             |             |             |             |             |  | 4 | Cremonese | 0     | 0     | 0     |       |  |
|  |            |            | 3          | Venezia   | 0 | 1           | 1           |             |             |             |  |   |           |       |       |       |       |  |
|  |            |            | 3          | Venezia   | 0 | 1           | 1           |             |             |             |  |   |           |       |       |       |       |  |
|  |            |            |            |           |   |             |             |             |             |             |  |   |           |       |       |       |       |  |
|  |            |            |            |           |   |             |             |             |             |             |  |   |           |       |       |       |       |  |
|  |            | 3          | Venezia    | 1         | 2 | 3           |             |             |             |             |  |   |           |       |       |       |       |  |
|  |            |            |            | 1         | 2 | 3           |             |             |             |             |  |   |           |       |       |       |       |  |
|  |            |            | 6          | Palermo   | 0 | 1           | 1           |             |             |             |  |   |           |       |       |       |       |  |
|  | 6          | Palermo    | 6          | Palermo   | 0 | 1           | 1           | 2           |             |             |  |   |           |       |       |       |       |  |
|  | 6          | Palermo    |            |           |   |             |             |             |             |             |  |   |           |       |       |       |       |  |
|  | 7          | Sampdoria  | 0          |           |   |             |             |             |             |             |  |   |           |       |       |       |       |  |
|  | 7          | Sampdoria  | 0          |           |   |             |             |             |             |             |  |   |           |       |       |       |       |  |
|  |            |            |            |           |   |             |             |             |             |             |  |   |           |       |       |       |       |  |

#### Ronda preliminar
- El horario corresponde al huso horario de verano europeo CEST (UTC+2).

| 17 de mayo de 2024 | Palermo          | 2:0 (1:0) | Sampdoria | Estadio Renzo Barbera, Palermo |                            |
| 20:30              | Diakité 43', 47' | Reporte   |           | Árbitro(s): Andrea Colombo     | Árbitro(s): Andrea Colombo |

| 18 de mayo de 2024 | Catanzaro                                                 | 2:2 (1:1) (4:2 t. s.) | Brescia                    | Estadio Nicola Ceravolo, Catanzaro |                          |
| 20:30              | - Iemmello 26', 120+2' - Donnarumma 90+6' - Brignola 105' | Reporte               | - Galazzi 8' - Moncini 52' | Árbitro(s): Simone Sozza           | Árbitro(s): Simone Sozza |

#### Semifinales
- El horario corresponde al huso horario de verano europeo CEST (UTC+2).

| 20 de mayo de 2024 | Palermo | 0:1 (0:0) | Venezia     | Estadio Renzo Barbera, Palermo |                          |
| 20:30              |         | Reporte   | Pierini 62' | Árbitro(s): Antonio Giua       | Árbitro(s): Antonio Giua |

| 24 de mayo de 2024 | Venezia                   | 2:1 (2:0) (Global 3:1) | Palermo     | Estadio Pier Luigi Penzo, Venecia |                           |
| 20:30              | Tessmann 4' · Candela 43' | Reporte                | Svoboda 86' | Árbitro(s): Luca Pairetto         | Árbitro(s): Luca Pairetto |

| 21 de mayo de 2024 | Catanzaro                 | 2:2 (0:1) | Cremonese                  | Estadio Nicola Ceravolo, Catanzaro |                              |
| 20:30              | Biasci 51' · Brignola 68' | Reporte   | Tsadjout 14' · Ciofani 50' | Árbitro(s): Matteo Marcenaro       | Árbitro(s): Matteo Marcenaro |

| 25 de mayo de 2024 | Cremonese                                              | 4:1 (3:0) (Global 6:3) | Catanzaro    | Estadio Giovanni Zini, Cremona |                              |
| 20:30              | Vázquez 12' · Buonaiuto 19' · Coda 37' · Sernicola 69' | Reporte                | Antonini 80' | Árbitro(s): Maurizio Mariani   | Árbitro(s): Maurizio Mariani |

#### Final
- El horario corresponde al huso horario de verano europeo CEST (UTC+2).

| 30 de mayo de 2024 | Cremonese | 0:0 (0:0) | Venezia | Estadio Giovanni Zini, Cremona |                            |
| 20:30              |           | Reporte   |         | Árbitro(s): Andrea Colombo     | Árbitro(s): Andrea Colombo |

| 2 de junio de 2024 | Venezia     | 1:0 (1:0) (Global 1:0) | Cremonese | Estadio Pier Luigi Penzo, Venecia |                          |
| 20:30              | Gytkjær 24' | Reporte                |           | Árbitro(s): Simone Sozza          | Árbitro(s): Simone Sozza |

## Play-off de permanencia en la Serie B
| 16 de mayo de 2024 | Bari      | 1:1 (0:0) | Ternana     | Estadio San Nicola, Bari       |                                |
| 20:30 (CEST)       | Nasti 59' | Reporte   | 82' Pereiro | Árbitro(s): Gianluca Aureliano | Árbitro(s): Gianluca Aureliano |

| 23 de mayo de 2024 | Ternana | 0:3 (0:1) (Global 1:4) | Bari                                      | Estadio Libero Liberati, Terni |                               |
| 20:30 (CEST)       |         | Reporte                | Di Cesare 45+2' · Ricci 51' · Sibilli 64' | Árbitro(s): Federico La Penna  | Árbitro(s): Federico La Penna |

## Datos y estadísticas

### Récords
- Primer gol de la temporada:
- Último gol de la temporada:
- Gol más rápido:
- Gol más cercano al final del encuentro:
- Mayor número de goles marcados en un partido:
- Partido con más espectadores:
- Partido con menos espectadores:
- Mayor victoria local:
- Mayor victoria visitante:

### Máximos goleadores
Actualizado el 10 de mayo de 2024.
| Pos. | Jugador           | Equipo    | Goles | Part. | Prom. |
| ---- | ----------------- | --------- | ----- | ----- | ----- |
| 1    | Joel Pohjanpalo   | Venezia   | 22    | 33    | 0.67  |
| 2    | Gennaro Tutino    | Cosenza   | 20    | 35    | 0.57  |
| 3    | Matteo Brunori    | Palermo   | 17    | 37    | 0.46  |
| 4    | Massimo Coda      | Cremonese | 16    | 35    | 0.46  |
| 5    | Daniele Casiraghi | Südtirol  | 16    | 36    | 0.44  |
| 6    | Pietro Iemmello   | Catanzaro | 15    | 35    | 0.43  |
| 7    | Patrick Cutrone   | Como      | 14    | 32    | 0.44  |
| 8    | Pedro Mendes      | Ascoli    | 11    | 27    | 0.41  |
| 9    | Dennis Man        | Parma     | 11    | 32    | 0.42  |
| 10   | Giuseppe Sibilli  | Bari      | 11    | 35    | 0.31  |
| 11   | Christian Gytkjær | Venezia   | 11    | 38    | 0.29  |

### Máximos asistentes
Actualizado el 10 de mayo de 2024.
| Pos. | Jugador           | Equipo    | Goles | Part. | Prom. |
| ---- | ----------------- | --------- | ----- | ----- | ----- |
| 1    | Jari Vandeputte   | Catanzaro | 14    | 36    | 0.39  |
| 2    | Giacomo Calò      | Cosenza   | 8     | 32    | 0.25  |
| 3    | Dennis Johnsen    | Cremonese | 8     | 33    | 0.25  |
| 4    | Nicolas Galazzi   | Brescia   | 7     | 33    | 0.21  |
| 5    | Manuel Marras     | Cosenza   | 7     | 33    | 0.21  |
| 6    | Ange-Yoan Bonny   | Parma     | 7     | 35    | 0.2   |
| 7    | Franco Vázquez    | Cremonese | 7     | 35    | 0.2   |
| 8    | Daniele Casiraghi | Südtirol  | 7     | 36    | 0.19  |
| 9    | Alessio Iovine    | Como      | 6     | 26    | 0.23  |
| 10   | Dennis Man        | Parma     | 6     | 32    | 0.19  |
| 11   | Franco Lepore     | Lecco     | 6     | 33    | 0.18  |
| 12   | Silvio Merkaj     | Südtirol  | 6     | 33    | 0.18  |
| 13   | Lucas da Cunha    | Como      | 6     | 35    | 0.17  |

### Autogoles
| Fecha | Jugador | Minuto | Local | Resultado | Visitante | Jornada |
| ----- | ------- | ------ | ----- | --------- | --------- | ------- |

| Datos actualizados a 28 de febrero de 2023 |

### Hat-tricks o pókers
Aquí se encuentra la lista de hat-tricks y póker de goles (en general, tres o más goles marcados por un jugador en un mismo encuentro) conseguidos en la temporada.
| Fecha      | Jugador        | Goles        | Local   | Resultado | Visitante | Jornada   |
| ---------- | -------------- | ------------ | ------- | --------- | --------- | --------- |
| 26/09/2023 | Matteo Brunori | 9' 62' 90+2' | Venezia | 1 – 3     | Palermo   | Jornada 7 |

## Premios

### Premios mensuales
| Mes | Entrenador del mes | Entrenador del mes | Jugador del mes | Jugador del mes | Gol del mes | Gol del mes | Atajada del mes | Atajada del mes |
| Mes | Técnico            | Equipo             | Jugador         | Equipo          | Jugador     | Equipo      | Jugador         | Equipo          |
| --- | ------------------ | ------------------ | --------------- | --------------- | ----------- | ----------- | --------------- | --------------- |

## Fichajes

### Fichajes más caros del mercado de verano
| Jugador                | Club de destino | Club de origen | Precio (€) | Ref.   |
| ---------------------- | --------------- | -------------- | ---------- | ------ |
| Jan Mlakar             | Pisa            | Hajduk Split   | 3.500.000  |        |
| Salvatore Esposito     | Spezia          | SPAL           | 3.250.000  | [ 53 ] |
| Szymon Żurkowski       | Spezia          | Fiorentina     | 3.200.000  | [ 54 ] |
| Antonio Čolak          | Parma           | Rangers        | 2.900.000  | [ 55 ] |
| Kristoffer Lund        | Palermo         | Häcken         | 2.700.000  |        |
| Filippo Bandinelli     | Spezia          | Empoli         | 2.500.000  |        |
| Alberto Cerri          | Como            | Cagliari       | 2.000.000  |        |
| Michele Collocolo      | Cremonese       | Ascoli         | 2.000.000  |        |
| Aljosa Vasic           | Palermo         | Padova         | 2.000.000  | [ 56 ] |
| Sebastiano Desplanches | Palermo         | Vicenza        | 2.000.000  |        |

| Datos actualizados a 20 de octubre de 2023. Fuentes: |

### Fichajes más caros del mercado de invierno
| Jugador | Club de destino | Club de origen | Precio (€) |
| ------- | --------------- | -------------- | ---------- |

| Datos actualizados a 28 de febrero de 2023. Fuentes: |